# Руперче
Руперче (словен. Ruperče) — поселення в общині Марибор, Подравський регіон‎, Словенія.